# Henrik Risom
Henrik Risom (* 24. Juli 1968 in Vildbjerg) ist ein ehemaliger dänischer Fußballspieler und heutiger Spielervermittler.

## Biografie
Henrik Risom beendete seine Profi-Karriere 2002, die im Vejle BK begann. Danach  spielte er für Lyngby BK, Dynamo Dresden, Odense BK, Silkeborg IF, Vejle BK, Stoke City und Aarhus GF. Risom wurde bekannt als ein offensiver Rechtsverteidiger mit guten Dribbling- und Passfähigkeiten. Er absolvierte als Profi 434 Spiele und erzielte dabei 43 Tore. Für die dänische Nationalmannschaft spielte er insgesamt neunmal, blieb aber ohne Torerfolg.
Nach dem Ende seiner aktiven Laufbahn wurde Risom Spielervermittler und betreibt aktuell die Agentur Boutique Transfer and Management.